# Halowe Mistrzostwa Europy w Lekkoatletyce 2023 – trójskok kobiet
Trójskok kobiet – jedna z konkurencji technicznych rozgrywanych podczas halowych lekkoatletycznych mistrzostw Europy w hali Ataköy Arena w Stambule.
Tytułu mistrzowskiego z 2021 nie obroniła Patrícia Mamona, zdobywając brązowy medal.

## Terminarz
| Data    | Godzina |              |
| ------- | ------- | ------------ |
| 3 marca | 11:10   | Kwalifikacje |
| 4 marca | 19:50   | Finał        |

## Rekordy
Tabela prezentuje halowy rekord świata, rekord Europy w hali, rekord halowych mistrzostw Europy, a także najlepsze osiągnięcia w hali na świecie i w Europie w sezonie 2023 przed rozpoczęciem mistrzostw.
|                                               | Zawodniczka           | Wynik | Miejsce   | Data                  |
| --------------------------------------------- | --------------------- | ----- | --------- | --------------------- |
| Rekord świata                                 | Yulimar Rojas         | 15,74 | Belgrad   | 20 marca 2022(dts)    |
| Rekord Europy                                 | Tatjana Lebiediewa    | 15,36 | Budapeszt | 6 marca 2004(dts)     |
| Rekord mistrzostw Europy                      | Ashia Hansen          | 15,16 | Walencja  | 28 lutego 1998(dts)   |
| Najlepszy wynik na świecie w 2023 roku (hala) | Liadagmis Povea       | 14,81 | Liévin    | 15 lutego 2023(dts)   |
| Najlepszy wynik w Europie w 2023 roku (hala)  | Maryna Bech-Romanczuk | 14,41 | Karlsruhe | 27 stycznia 2023(dts) |
| Najlepszy wynik w Europie w 2023 roku (hala)  | Patrícia Mamona       | 14,41 | Pombal    | 12 lutego 2023(dts)   |

## Wyniki

### Kwalifikacje
Awans: 14,10 m (Q) lub osiem najlepszych rezultatów (q).
| Poz. | Zawodniczka         | Reprezentacja | Próby | Próby | Próby | Wynik | Uwagi |
| Poz. | Zawodniczka         | Reprezentacja | 1     | 2     | 3     | Wynik | Uwagi |
| ---- | ------------------- | ------------- | ----- | ----- | ----- | ----- | ----- |
| 1.   | Tuğba Danışmaz      | Turcja        | 13,81 | 14,09 | –     | 14,09 | q     |
| 2.   | Patrícia Mamona     | Portugalia    | 14,09 | x     | –     | 14,09 | q     |
| 3.   | Darija Derkacz      | Włochy        | 13,81 | 13,98 | –     | 13,98 | q     |
| 4.   | Ottavia Cestonaro   | Włochy        | 13,98 | –     | –     | 13,98 | q     |
| 5.   | Kira Wittmann       | Niemcy        | 13,57 | 13,96 | –     | 13,96 | q     |
| 6.   | Neja Filipič        | Słowenia      | x     | 13,94 | 13,18 | 13,94 | SB    |
| 7.   | Dovilė Kilty        | Litwa         | 13,28 | 13,48 | 13,83 | 13,83 | SB    |
| 8.   | Maja Åskag          | Szwecja       | x     | 13,67 | 13,82 | 13,82 | =     |
| 9.   | Adrianna Laskowska  | Polska        | x     | 13,66 | 13,76 | 13,76 | =     |
| 10.  | Spiridula Karidi    | Grecja        | 13,60 | x     | x     | 13,60 | SB    |
| 11.  | Yekaterina Sarıyeva | Azerbejdżan   | x     | 13,55 | 13,40 | 13,55 | NR    |
| 12.  | Aina Grikšaitė      | Litwa         | 13,38 | 13,48 | 13,50 | 13,50 |       |
| 13.  | Elena Andreea Taloș | Rumunia       | 13,31 | 13,39 | 13,28 | 13,39 |       |
| 14.  | Diana Zagainova     | Litwa         | x     | 13,30 | 13,37 | 13,37 |       |
| 15.  | Eva Pepelnak        | Słowenia      | 13,32 | 13,28 | x     | 13,32 |       |
| 16.  | Aleksandra Naczewa  | Bułgaria      | 13,26 | 13,12 | 13,09 | 13,26 |       |
| 17.  | Paola Borović       | Chorwacja     | 13,03 | x     | 13,24 | 13,24 |       |
| 18.  | Jana Sargsjan       | Armenia       | 12,76 | 12,84 | x     | 12,84 | SB    |

### Finał
| Poz. | Zawodniczka       | Reprezentacja | Runda | Runda | Runda | Runda | Runda | Runda | Wynik | Uwagi |
| Poz. | Zawodniczka       | Reprezentacja | 1     | 2     | 3     | 4     | 5     | 6     | Wynik | Uwagi |
| ---- | ----------------- | ------------- | ----- | ----- | ----- | ----- | ----- | ----- | ----- | ----- |
| 01 ! | Tuğba Danışmaz    | Turcja        | 14,31 | 14,11 | x     | x     | x     | x     | 14,31 | NR    |
| 02 ! | Darija Derkacz    | Włochy        | 13,97 | 14,20 | 13,54 | 14,08 | x     | 11,87 | 14,20 |       |
| 03 ! | Patrícia Mamona   | Portugalia    | 14,16 | 13,98 | x     | x     | 13,90 | 13,41 | 14,16 |       |
| 4.   | Ottavia Cestonaro | Włochy        | 13,98 | 13,88 | x     | x     | 14,03 | 14,08 | 14,08 |       |
| 5.   | Neja Filipič      | Słowenia      | 13,92 | x     | 13,54 | x     | x     | 13,05 | 13,92 |       |
| 6.   | Dovilė Kilty      | Litwa         | x     | 13,92 | 13,52 | x     | x     | 13,36 | 13,92 | SB    |
| 7.   | Kira Wittmann     | Niemcy        | 11,92 | 13,73 | 13,79 | 13,74 | 13,64 | 13,66 | 13,79 |       |
| 8.   | Maja Åskag        | Szwecja       | x     | x     | x     | x     | 13,39 | 13,64 | 13,64 |       |